# Saison 1989-1990 de l'ECHL
Saison précédente Saison suivante
La Saison 1989-1990 est la deuxième saison de la Ligue de hockey de la Côte-Est au terme de laquelle les Monarchs de Greensboro remportent la Coupe Riley en battant en finale les Thunderbirds de Winston-Salem.

## Saison régulière
Trois nouvelles équipes rejoignent l'ECHL : les Monarchs de Greensboro, les  Admirals de Hampton Roads et les Knights de Nashville. Les Thunderbirds de la Caroline changent de nom et deviennent les Thunderbirds de Winston-Salem.

### Classement
| Clt   | Équipe                        | PJ | V  | D  | DP | BP  | BC  | Pts |
| ----- | ----------------------------- | -- | -- | -- | -- | --- | --- | --- |
| +001, | Thunderbirds de Winston-Salem | 60 | 38 | 16 | 6  | 312 | 257 | 82  |
| +002, | Panthers d'Érié               | 60 | 38 | 16 | 6  | 357 | 251 | 82  |
| +003, | Lancers de la Virginie        | 60 | 36 | 18 | 6  | 261 | 218 | 78  |
| +004, | Monarchs de Greensboro        | 60 | 29 | 27 | 4  | 263 | 283 | 62  |
| +005, | Admirals de Hampton Roads     | 60 | 29 | 29 | 2  | 252 | 267 | 60  |
| +006, | Knights de Nashville          | 60 | 26 | 30 | 4  | 248 | 289 | 56  |
| +007, | Chiefs de Johnstown           | 60 | 23 | 31 | 6  | 233 | 291 | 52  |
| +008, | Cherokees de Knoxville        | 60 | 21 | 33 | 6  | 230 | 300 | 48  |

- En italique et en gras : champion de la saison régulière et qualifié directement en demi-finale
- En gras : qualifié pour les quarts de finale
- En italique : qualifié en demi-finale contre le champion de la saison régulière

## Séries éliminatoires

### Quarts de finale
Les Panthers d'Érié gagnent la série 3-2 contre les Admirals de Hampton Roads, les Monarchs de Greensboro gagnent la série 3-1 contre les Lancers de la Virginie.

### Demi-finales
Les Thunderbirds de Winston-Salem gagnent la série 4-1 contre les Knights de Nashville, les Monarchs de Greensboro gagnent la série 2-0 contre les Panthers d'Érié.

### Finale de la Coupe Riley
Les Monarchs de Greensboro gagnent la série 4-1 contre les Thunderbirds de Winston-Salem et remportent la Coupe Riley.

## Trophées
| Coupe Riley :                       | Monarchs de Greensboro                 |
| Coupe Henry Brabham :               | Thunderbirds de Winston-Salem          |
| Meilleur joueur de la Ligue :       | Bill McDougall, Panthers d'Érié        |
| Meilleur joueur de la Coupe Riley : | Wade Flaherty, Monarchs de Greensboro  |
| Meilleur recrue de l'année :        | Bill McDougall, Panthers d'Érié        |
| Meilleur défenseur de l'année :     | Bill Whitfield, Lancers de la Virginie |
| Meilleur buteur :                   | Bill McDougall, Panthers d'Érié        |